# Bremgarten (Argòvia)
Bremgarten és un municipi del cantó d'Argòvia (Suïssa), cap del districte de Bremgarten. Te una extensió de 11.36 km² i una població de 8.834 habitants segons cens de 2023.

## Fills il·lustres
- Johann Melchior Gletle. (626-1683), organista, mestre de capella i compositor.

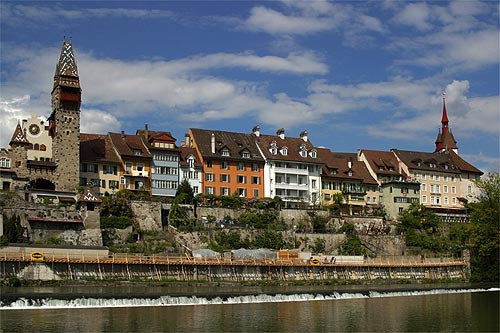
Vista de la ciutat de Bremgarten